# Samuel Hunter
Samuel George Ridley Hunter (* 21. August 1894 in Hatfield; † 5. September 1976 in Worthing) war ein britischer Radrennfahrer.

## Sportliche Laufbahn
Hunter war im Straßenradsport aktiv. Er war Teilnehmer der Olympischen Sommerspiele 1924 in Paris. Im olympischen Straßenrennen belegte er den 34. Platz. In der Mannschaftswertung kam das britische Team mit Samuel Hunter auf den 7. Platz.
Bei den Straßenradsport-Weltmeisterschaften 1923 kam er als 29. ins Ziel. 1923 gewann er das Rennen Bath Road Club 100 Time Trial, eines der traditionsreichsten Einzelzeitfahren in Großbritannien.
Hunter lebte viele Jahre in Venezuela, wo er als Ingenieur arbeitete.